# Bankkrisen i København 1908
Bankkrisen i København 1907-1908 opstod som følge af en række københavnske bankers involvering i spekulativt boligbyggeri i årene op til 1908. Krisen fik en række konsekvenser, blandt andet banede den vejen for vedtagelsen af en lovgivning for banker.

## Forløb
København oplevede i de første år af 1900-tallet og frem til 1908 en overproduktion af lejligheder. Byggerierne fandt sted på Vesterbro, Nørrebro og Østerbro samt i den nye bydel Islands Brygge. Byggerierne blev iværksat af håndværksmestre samt af københavnske advokater. I årene frem til 1907 blev markedet gradvist mættet, og en stigende del af de færdiggjorte lejligheder og butikslokaler stod tomme. Der var mange advarsler mod overbyggeri.
Byggeriet finansieredes gennem lån i københavnske banker. Særlig fire banker var aktive, nemlig Laanekassen i København (Laanekassen), Detailhandlerbanken i København (populært Detailhandlerbanken), Københavns Grundejerbank (Grundejerbanken) samt Centralbanken for Handel og Industri (Centralbanken). Alle de fire banker var forholdsvis nyetablerede. Ældst var Laanekassen, der blev oprettet i 1888. Detailhandlerbanken, Grundejerbanken og Centralbanken blev oprettet henholdsvis i 1895, 1898 og 1904. Grundejerbanken og Detailhandlerbanken voksede på få år til i 1906 at blive Danmarks henholdsvis 5. og 6. største bank regnet efter aktiver.
I efteråret 1906 kom det til en stigning i det internationale renteniveau, og det blev sværere for Danmark at rejse finansiering i udlandet. Det blev samtidig sværere for de københavnske byggebanker at sælge deres nyudstedte aktier. De finansielle problemer medførte en opbremsning i det københavnske byggeri. Et stigende antal ejendomme blev sat på tvangsauktion, og det  kom til betalingsstandsninger for firmaer, der var engageret i byggeriet.
Ved midten af 1907 var der rygter om problemer i Centralbanken. Der var udtræk af indskud i banken, og aktiekursen faldt drastisk. Privatbanken, på det tidspunkt landets 3. største bank, havde ydet store lån til Centralbanken. Efter pres fra Nationalbanken stillede Privatbanken en garanti for alle forpligtelser i Centralbanken, herunder for indskud i banken. Garantien bidrog til at skabe ro omkring banken.
I oktober 1907 kom det til en omfattende finansiel krise i USA (Panikken i 1907 på Wall Street). Krisen medførte en hjemtrækning af lån overalt i verden og derved en kapitaludstrømning også fra Danmark. På grund af kapitaludstrømningen hævede Nationalbanken diskontoen fra 6 pct. til et rekordhøjt niveau på 8 pct. Kapitaludstrømningen og Nationalbankens renteforhøjelse øgede problemerne for det københavnske byggeri.
Ved slutningen af januar 1908 var der rygter om problemer i Grundejerbanken. Det kom til store udtræk, og aktiekursen faldt drastisk. Den 6. februar 1908 standsede Grundejerbanken betalingerne, hvilket indebar, at blandt andre indskyderne ikke længere havde adgang til deres indskud. Efter betalingsstandsningen i Grundejerbanken rettedes søgelyset mod Detailhandlerbanken. Detailhandlerbanken blev udsat for et stormløb, idet indskydere fredag den 7. februar og lørdag den 8. februar 1908 trak en stor del af deres indskud ud.
Søndag den 9. februar 1908 afholdtes der møde i Finansministeriet. I mødet deltog finansminister Vilhelm Lassen samt repræsentanter fra Nationalbanken og de fire største forretningsbanker (Landmandsbanken, Kjøbenhavns Handelsbank, Privatbanken samt Københavns Laane- og Diskontobank). Det aftaltes, at staten, Nationalbanken og de fire største forretningsbanker skulle garantere indskud og andre forpligtelser i Grundejerbanken og Detailhandlerbanken. Det aftaltes videre, at eventuelle tab skulle dækkes af staten med halvdelen, mens Nationalbanken og de fire store forretningsbanker hver skulle dække en tiendedel. Der blev oprettet en bankkomite med vidtgående myndighed over de nødlidende banker. Ordningen blev stadfæstet ved lov af 15. februar. 
Garantien, der oprindelig kun gjaldt Grundejerbanken og Detailhandlerbanken, udvidedes efterfølgende til også at gælde to provinsbanker, der var kommet i krise, nemlig Fredericia Bank og Banken for Nibe og Omegn. Endvidere garanteredes for lån, som Løgstør Bank havde givet til Banken for Nibe og Omegn.

## Krisens konsekvenser

### Håndteringen af de nødlidende banker
Støtteaktionen i februar 1908 gav efterfølgende anledning til voldsom kritik. Særlig kritiseredes det, at staten skulle dække halvdelen af eventuelle tab, idet det var synspunktet, at de store forretningsbanker selv burde afholde omkostningerne.  
Som en konsekvens af kritikken vedtoges i 1910 en ny ordning ved lov. Garantien ydet af staten, Nationalbanken og de fire største forretningsbanker videreførtes og udvidedes til også at omfatte Laanekassen i København. Samtidig blev bankkomiteen nedlagt. I stedet oprettedes en særlig institution, Afviklingskassen af 1910, der fik til opgave at afvikle aktiviteterne i Detailhandlerbanken, Grundejerbanken, Laanekassen, Fredericia Bank samt Banken for Nibe og Omegn. Afviklingskassen blev ledet af en bestyrelse udpeget af staten, Nationalbanken og de fire største forretningsbanker. Staten skulle fortsat dække halvdelen af eventuelle tab, men kun op til et maksimalt beløb på 7 mio. kr. 
Arbejdet i Afviklingskassen varede til 1929. Grundejerbanken og Detailhandlerbanken afvikledes gradvist. Det viste sig vanskeligt at sælge de mange ejendomme, som i forbindelse med krisen var blevet overtaget af de to banker. Der etableredes en ny bank (Den Ny Laanekasse) til videreførelse af kerneaktiviteterne i Laanekassen i København. Ligeledes etableredes der en ny bank (Banken for Nibe og Opland) til videreførelse af kerneaktiviteterne i Banken for Nibe og Omegn. Fredericia Bank blev overtaget af Landmandsbanken. Afviklingskassens virksomhed afsluttedes med et akkumuleret underskud på 17,1 mio. kr., hvoraf staten kom til at dække 7 mio. kr. 
Som en konsekvens af bankkrisen var der store tab også i Centralbanken, der i 1910 blev overtaget af Privatbanken. Som følge af lånene til Centralbanken samt også til Detailhandlerbanken fik Privatbanken selv store tab. Der var i 1908 og 1909 store udtræk fra Privatbanken, ligesom der var et stort kursfald på Privatbankens aktier. Privatbanken måtte støttes gennem store lån i Nationalbanken. 
Fallitterne blandt københavnske håndværkermestre medførte problemer også for Haandværkerbanken i Kjøbenhavn, der i 1909 måtte støttes gennem tilførsel af kapital fra de fire største københavnske forretningsbanker.
Efter bankkrisen nedsattes en undersøgelseskommission til at vurdere eventuelle strafbare forhold. Assessor Frits Schrøder blev undersøgelsesleder. Drektører i Grundejerbanken og Detailhandlerbanken idømtes fængselsstraffe. Direktøren i Banken for Nibe og Omegn blev dømt til forbedringshus.

### Konsekvenser for finansiel lovgivning
Bankkrisen i 1907-08 samt sammenbruddet i 1908 i Den sjællandske Bondestands Sparekasse medførte, at der rejste sig krav om en regulering af banker samt indførelse af en strammere regulering af sparekasser, der hidtil havde været reguleret ved Sparekasseloven fra 1880. Indtil da havde der ikke fandtes en lov om bankvirksomhed (modsat for eksempel Sverige, der fik en banklov i 1886). I 1910 nedsattes en kommission, der skulle udarbejde forslag til en banklov samt komme med forslag til ændring af Sparekasseloven fra 1880. Som et resultat af kommissionens arbejde vedtoges Bankloven samt en ændret Sparekasselov i 1919.
Ligeledes som en konsekvens af bankkrisen rejste der sig krav om en lovgivning for aktieselskaber. Til at overveje en kommende aktielovgivning nedsattes i oktober 1909 et sagkyndigt udvalg under formandskab af juristen, professor Carl Torp. Som et resultat af udvalgets arbejde vedtoges i september 1917 Lov om Aktieselskaber. 

### Langvarig boligkrise
En yderligere konsekvens af krisen var oprettelsen af AAB i 1912 som en andelsboligform uden tilknytning til markedsmekanismerne.
Boligbyggeriet faldt efter bankkrisen til et lavt niveau, mens tilstrømningen af nye indbyggere til hovedstaden fortsatte, hvilket affødte en drastisk boligmangel i hele landet efter 1. verdenskrig (især fra 1916 og frem), hvor bl.a. Københavns Kommune måtte opføre i første omgang husvildeboliger og -barakker og siden egentlige boligbebyggelser i 1920'erne og 1930'erne.